# Отвил ле Дижон
Отвил ле Дижон (фр. Hauteville-lès-Dijon) насеље је и општина у источном делу централне Француске у региону Бургоња, у департману Златна обала која припада префектури Дижон.
По подацима из 2011. године у општини је живело 1135 становника, а густина насељености је износила 125,97 становника/km². Општина се простире на површини од 9,01 km². Налази се на средњој надморској висини од 390 метара (максималној 474 m, а минималној 305 m).

## Демографија
| 1962. | 1968. | 1975. | 1982. | 1990. | 1999. | 2011. |
| ----- | ----- | ----- | ----- | ----- | ----- | ----- |
| 202   | 224   | 335   | 663   | 963   | 1.023 | 1.135 |

График промене броја становника у току последњих година